# Marisa Monte (album)

Marisa Monte est le premier album de Marisa Monte, sorti en 1989. 

## Liste des chansons
1. Comida
2. Bem Que Se Quis
3. Chocolate
4. Ando Meio Desligado
5. Preciso Me Encontrar
6. O Xote das Meninas
7. Negro Gato
8. Lenda das Sereias, Rainha Do Mar
9. South American Way
10. I Heard It Through the Grapevine
11. Bess, You Is My Woman Now
12. Speak Low